# Graham Webster
Sir Graham Alexander Webster (1913 - 2001) foi um arqueólogo britânico, uma das figuras mais proeminentes da arqueologia romano-britânica no final do século XX.